# 春天的故事
《春天的故事》是一首歌颂邓小平的歌曲，以1979年改革开放和1992年南方讲话为两段歌词的内容。由蒋开儒、叶旭全作词，王佑贵作曲，董文华演唱。1994年10月在中央电视台播出，由此成为知名歌曲。歌曲MV由張國立執導。歌曲亦成為1997年元旦在中央電視台首播的大型文獻紀錄片《鄧小平》的主題曲，同年2月6日播出的1997年中国中央电视台春节联欢晚会亦包括此歌曲。

## 创作背景
1992年3月26日，曾在1月份邓小平视察深圳时跟随的《深圳特区报》副总编辑陈锡添发表了记录邓小平南巡的长篇通讯《东方风来满眼春》，该通讯一经发表在全国引起了巨大的影响，时任黑龙江省穆棱县政协副主席的蒋开儒就是被这篇文章所震动的人们中的一员。蒋开儒1979年去香港探亲时曾路过当时还仅仅是个小渔村的深圳，看到报道后，蒋再次前往了深圳，被深圳13年间的变化深深震撼了。为此，蒋开儒创作了《春天的故事》最初的歌词，得到了《深圳特区报》的发表。
蒋开儒写好歌词后很快就交给了作曲家王佑贵。一年半之后，王佑贵完成了谱曲。1994年3月，在广东省青春歌曲创作大赛的深圳分赛区，由蒋开儒作词、王佑贵作曲的参赛歌曲《春天的故事》落选。由于不甘心这首歌就此泯灭，蒋、王打算找人来完善这首歌，他们找到了时任东深供水局副局长、省青联常委、业余作家叶旭全。当时在深圳已持续工作14年的叶旭全在结构、立意和遣词造句等方面对歌曲进行了二度创作。经过多次修改，面目全新的《春天的故事》得以再生。叶旭全把二度创作后的歌曲直接交到了广东青春歌曲创作大赛评委会。虽然最初在评委中出现了两种截然不同的意见，但最终该歌曲还是在广东“94青春歌曲创作大赛”中独占鳌头，被评为金奖，一举成名。
为使该曲能够在全国范围内流行开来，叶旭全等又筹集款项为该曲拍摄了音乐电视片。1994年10月，由孟欣总创意、策划，张国立总导演兼摄像的音乐电视片在中央电视台播出后一炮而红，并获得了多个奖项。

## 影响
此曲成为以邓小平为核心的中国共产党第二代中央领导集体的音乐代表曲目，成为了改革和“改革开放”的一个代名词。
2002年1月23日，邓小平胞弟邓垦和妹妹邓先群在深圳莲花山邓小平塑像前与蒋开儒见面，蒋开儒在询问邓小平生前是否听过《春天的故事》时，邓垦表示“小平听过，也看过MV，他很喜欢听，很喜欢看，可他一句话也没有说”。

## 获奖
- 1994年，广东“94青春歌曲创作大赛”金奖
- 1994年12月，中央电视台第二届音乐电视大赛中荣获金奖。
- 被选入大型文献纪录片《邓小平》，获得了1995年中宣部“五个一工程奖”
- 1996年中国音乐最高奖“金钟奖”
- 广东省鲁迅文艺奖、音乐奖等奖项